# Переулок Короленко (Одесса)
Переулок Короленко — (короткая 140 м) улица Одессы, в историческом районе города, от Софиевской улицы до бульвара Жванецкого.
Домов, приписанных к переулку, нет. Одну сторону переулка полностью занимает жилой дом Судоремонтного завода им. Марти (1932—1934, Софиевская ул., 5б)

## История
Назван в честь русского писателя, журналиста, публициста, общественного деятеля В. Г. Короленко (1853—1921)
В советские времена имя Короленко носили другие улицы Одессы — спуск Маринеско, Софиевская улица.

## Достопримечательности
Стену дома в переулке украсили изображением группы «Linkin Park»